# Dodge Beauty Winner
La Beauty Winner (conosciuta anche come Serie D2) è stata un'autovettura full-size prodotta dalla Dodge dal 1935 al 1936.

## Storia
La Beauty Winner era dotata di un motore a valvole laterali e sei cilindri in linea da 3.569 cm³ di cilindrata che erogava 87 CV di potenza. Il propulsore era anteriore, mentre la trazione era posteriore. Il cambio era a tre rapporti mentre la frizione era monodisco a secco. Era offerto, su richiesta, il cambio semiautomatico.
La Beauty Winner era offerta in versione berlina, coupé, cabriolet e furgonetta. Il modello era disponibile con due passi, 3251 mm per la berlina sette posti e 2946 mm per tutte le altre versioni. Le vetture erano consegnate al cliente anche con telaio nudo, cioè senza carrozzeria, in modo tale che fosse l'acquirente a completarle dal proprio carrozziere di fiducia.
Uscì di produzione nell'ottobre del 1936.